# Armand Philippon
Pour les articles homonymes, voir Philippon.
Armand Philippon, né le 27 août 1761 à Rouen, mort le 4 mai 1836 à Paris, est un général français de la Révolution et de l’Empire.
Selon son acte de baptême en date du 28 août 1761, il se prénommait en réalité Amand.

## Biographie

### L'Ancien Régime et la Révolution
Il entre au service comme soldat au régiment de Lorraine le 15 avril 1778. Devenu caporal, il obtient le grade de sergent le 1er novembre 1786 et celui de sergent-major le 15 avril 1790. Nommé capitaine au 7e bataillon de volontaires de Bec-d'Ambès le 9 août 1792, Philippon fait la campagne de cette année, ainsi que celle de 1793, à l'armée du Nord, sous les ordres des généraux Joseph Servan et Léonard Muller. Il se rend ensuite à l'armée des Pyrénées-Occidentales, commandée par Moncey, où il se fait remarquer en enlevant avec 600 hommes le poste d'Irursum, défendu par 2 300 Espagnols. Il en tue 400, fait prisonnier le lieutenant-colonel, 17 officiers et 37 soldats. Ce fait d'armes lui mérite le grade d'adjudant-général chef de brigade provisoire, qui lui est conféré. Philippon passe plus tard à l'armée de l'Ouest, où on le met à la réforme avec traitement le 7 septembre 1796. En l'an VII, il reçoit l'ordre d'aller à l'armée du Danube, passe à celle des Alpes, et y devient chef de la 87e demi-brigade le 18 novembre 1798. Il fait successivement les campagnes des ans IX, X et XI, dans le pays des Grisons, en Valais, en Suisse et en Italie.

### Général de l'Empire
Il sert à l'armée de Hanovre lorsqu'il est fait chevalier de la Légion d'honneur le 11 décembre 1803, puis officier de l'Ordre le 14 juin 1804. Créé baron de l'Empire en 1810, il participe à la guerre d'Espagne ; il combat au siège de Cadix, ce qui lui vaut le grade de général de brigade le 23 juin 1810. À la bataille de Gebora le 19 février 1811, il prend une nouvelle fois part aux affrontements. Au siège de Badajoz, dont il a été nommé gouverneur, le général Philippon défend les approches de la place par des sorties faites à propos et par des retranchements ou contre-approches qui rendent très difficiles les progrès des assiégeants. Le 10 mai, il fait une sortie avec 1 200 hommes, s'empare de la tranchée et la détruit avant de se retirer. Le 12 mai, le général Beresford, ayant appris que le duc de Dalmatie s'avance au secours de Badajoz, se décide à lever le siège et à concentrer ses forces pour livrer bataille à Albuera le 16 mai. Il se met alors en mouvement ; mais au moment où son arrière-garde se retire, le général Philippon fait encore une sortie à la tête de la garnison, et taille en pièces un régiment portugais de troupes légères qui se trouve en dernière ligne. Le 18 mai, le général Beresford assiège à nouveau la ville. Philippon parvient à prolonger suffisamment longtemps la défense pour donner le temps au maréchal Soult de venir secourir la place. Les 6 et 9 juin, la garnison française soutient deux attaques qu'elle repousse. Les assiégeants, désespérant alors de s'emparer de cette ville, brûlent dans la nuit du 17 leurs approvisionnements de siège et le 18 juin au matin, ils lèvent le siège de Badajoz.
Élevé au grade de général de division le 9 juillet 1811 en récompense de sa conduite, le général Philippon est assiégé une dernière fois à Badajoz le 16 mars 1812. Trahi par les habitants, attaqué par des forces supérieures en nombre, le général français est contraint de céder face à ses adversaires. Il se renferme alors avec quelques hommes dans une église, où il tient encore quelque temps ; mais le manque de munitions le force à se rendre prisonnier ainsi que le reste de sa garnison le 7 avril. On le transporte en Angleterre, d'où il parvient à s'échapper.

### Fin de l'Empire et Restauration

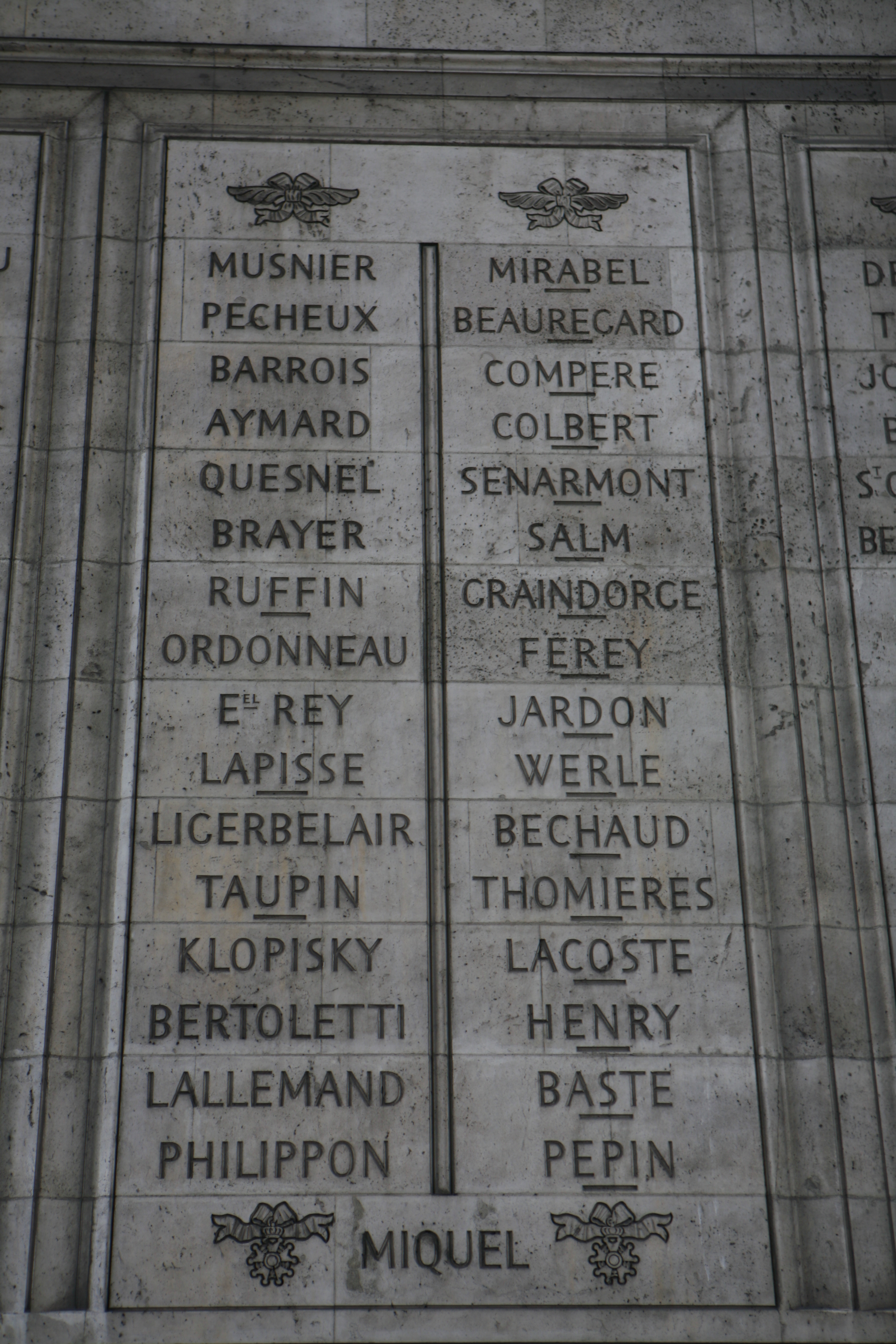
Noms gravés sous l'arc de triomphe de l'Étoile : pilier Ouest, 37e et.

De retour en France au mois de juillet 1812, il est employé à la Grande Armée au mois d'août de la même année, puis obtient le commandement d'une division le 23 mars 1813. Le 7 avril, il passe dans le 11e corps et suit le général Vandamme dans les gorges de la Bohême. Après la bataille de Kulm le 30 août, c'est lui qui ramène les débris des troupes françaises à Dresde, où il est fait prisonnier le 11 novembre 1813, avec le corps que le maréchal Gouvion-Saint-Cyr y commande. 
Rentré en France à l'époque de la Première Restauration, le général Philippon est fait chevalier de Saint-Louis et obtient sa retraite le 15 janvier 1814. Il meurt le 4 mai 1836. 
Son nom est gravé sur l'arc de triomphe de l'Étoile, côté Ouest.

## Honneurs, titres, décorations

### Décorations
- Chevalier de l'ordre royal et militaire de Saint-Louis (24 août 1814)[1]
- Commandeur de la Légion d'honneur (22 novembre 1808) ; officier du 14 juin 1804, chevalier du 11 décembre 1803[2]

### Titre
- Baron de l'Empire (décret du 19 mars 1808, lettres patentes du 11 juillet 1810)[3],[4]

### Armoiries
- Description « Ecartelé, au premier et quatrième de sable au lion armé d'une épée d'or ; au deuxième des barons tirés de l'armée ; au troisième de gueules à trois tours d'argent ; pour livrées : les couleurs de l'écu. »[4]

### Honneur
- Son nom apparaît sur la 37e colonne de l'arc de triomphe de l'Étoile